# Volta a Estònia 2017
La Volta a Estònia 2017, 5a edició de la Volta a Estònia, es va disputar entre el 26 i el 27 de maig de 2017 sobre un recorregut de 384 km repartits entre dues etapes. La cursa formava part del calendari de l'UCI Europa Tour 2017, amb una categoria 2.1.
El vencedor final fou l'estonià Karl Patrick Lauk, vencedor de la primera etapa.

## Equips
L'organització convidà a prendre part en la cursa a un equip continental professional, sis equips continentals i quatre seleccions nacionals:
- equips continentals professionals: Team Novo Nordisk
- equips continentals: Rietumu Banka-Riga, Memil Pro Cycling, Staki-Technorama, Kolss Cycling Team, Team Hurom, Minsk Cycling Club
- equips nacionals: Lituània, Estònia, Finlàndia, Suècia

## Etapes
| Etapa | Data       | Recorregut      |             | Km    | Vencedor d'etapa        | Líder de la general     | Ref.  |
| ----- | ---------- | --------------- | ----------- | ----- | ----------------------- | ----------------------- | ----- |
| 1a    | 26 de maig | Tallinn – Tartu | Etapa plana | 211,2 | Karl Patrick Lauk (EST) | Karl Patrick Lauk (EST) | [ 1 ] |
| 2a    | 27 de maig | Tartu – Tartu   | Etapa plana | 172,8 | Gert Jõeäär (EST)       | Karl Patrick Lauk (EST) | [ 2 ] |

## Classificació final
|    | Ciclista                | Equip              | Temps      |
| -- | ----------------------- | ------------------ | ---------- |
| 1  | Karl Patrick Lauk (EST) | Estònia            | 8h 28' 53" |
| 2  | Deins Kanepējs (LAT)    | Rietumu Banka-Riga | + 2"       |
| 3  | Paweł Franczak (POL)    | Team Hurom         | + 11"      |
| 4  | Hampus Anderberg (SWE)  | Suècia             | + 12"      |
| 5  | Mihkel Raim (EST)       | Estònia            | + 27"      |
| 6  | Maris Bogdanovics (LAT) | Rietumu Banka-Riga | + 34"      |
| 7  | Peeter Pruus (EST)      | Rietumu Banka-Riga | + 44"      |
| 8  | Gert Jõeäär (EST)       | Estònia            | + 46"      |
| 9  | Norman Vahtra (EST)     | Estònia            | + 1'01"    |
| 10 | Andrea Peron (ITA)      | Team Novo Nordisk  | + 1'03"    |